# Kaloula borealis
Kaloula borealis е вид земноводно от семейство Microhylidae.

## Разпространение
Видът е разпространен в Китай, Северна Корея и Южна Корея.